# Таубе, Фёдор Фёдорович
Барон Фёдор Фёдорович фон-Та́убе (нем: Friedrich von Taube) (1857—1911) — государственный деятель Российской империи, генерал-лейтенант (1908), Оренбургский губернатор, командир Отдельного корпуса жандармов в 1906-1909 годах.

## Биография
Родился 15 июня 1857 года, из дворян Лифляндской губернии. В 1875 году окончил 2-ю Санкт-Петербургскую военную гимназию, в 1877 году — 1-е военное Павловское училище, из которого выпущен подпоручиком и 10 июля зачислен в 34-й пехотный Севский полк, в рядах которого участвовал в Русско-турецкой войне 1877—1878 годов. 18 июля участвовал во взятии Иени-Загра (Нова-Загора), 19 июля сражался в передовых частях с отрядом Реуфа-паши у села Джуранли, получил ранение в плечо и тяжёлую контузию от осколка гранаты. За эти бои награждён орденом Святого Станислава 3-й степени с мечами и бантом.
9 апреля 1878 года поступил в запасный батальон лейб-гвардии Измайловского полка. По расформировании запасного батальона в сентябре 1878 года, Таубе был переведен в Измайловский полк, затем на шесть месяцев командирован в канцелярию Военного министерства, а оттуда — в распоряжение начальника охраны Зимнего дворца.
Осенью 1881 года он поступил в Николаевскую академию Генерального штаба, по окончании которой весной 1884 г. получил назначение в штаб 39-й пехотной дивизии, а чуть позже — в штаб 1-го Кавказского армейского корпуса.
6 апреля 1885 года по состоянию здоровья вышел в запас, 27 ноября вернулся на службу, в декабре командовал ротой 13-го лейб-гренадерского Эриванского полка, а 30 августа 1887 года, после производства в подполковники, утвержден делопроизводителем канцелярии Военно-учёного комитета Генерального штаба.
12 сентября 1890 года назначен военным агентом в Бухарест и Белград, затем сопровождал египетских принцев Аббас-бея и Махмед-Али-бея, путешествующих по России, состоял при сербском короле Александре Обреновиче во время его пребывания в России, представительствовал на открытии французского памятника в румынской Констанце и сопровождао румынского короля Кароля I, посетившего Россию в июле 1898 г.
26 июля 1899 года полковник Таубе поступил в распоряжение начальника Генерального штаба. С 31 октября того же года назначен командиром 148-го пехотного Каспийского полка.
10 июня 1903 года произведён в генерал-майоры за отличие по службе, с назначением начальником штаба Оренбургского казачьего войска. 9 апреля 1906 года назначен оренбургским губернатором и наказным атаманом Оренбургского казачьего войска.
17 ноября 1906 года назначен командующим Отдельным корпусом жандармов, а 11 февраля 1908 года произведён в генерал-лейтенанты за отличие по службе, с утверждением в должности. 17 марта 1909 года назначен войсковым наказным атаманом Донского казачьего войска. Здесь он приобрёл «славу восстановителя донской старины» и сторонника исключительной принадлежности Донской области донским казакам. Весьма настороженно относился к экономическому засилью иногороднего элемента. В своей речи на Войсковом совещательном собрании атаман Фёдор фон Таубе сказал: 

 Мой девиз единственный и простой – Дон для донцов и ни для кого больше!
После этих слов члены Войскового собрания вынесли атамана из зала совещаний на руках.
Умер 23 февраля 1911 года в Новочеркасске от заражения крови.

## Военные чины
- В службу вступил (18.08.1875)[1]
- Подпрапорщик (22.05.1877)
- Прапорщик гвардии (08.06.1876)
- Подпоручик (30.08.1877)
- Поручик (17.04.1883)
- Штабс-капитан (30.08.1887)
- Капитан ген. штаба (25.03.1884)
- Подполковник (30.08.1887)
- Полковник (05.04.1892)
- Генерал-майор (10.06.1903)
- Генерал-лейтенант (11.02.1908)

## Награды
- Орден Святого Станислава 3-й степени с мечами и бантом (1878)[1]
- Орден Святой Анны 3-й степени (1887)
- Орден Святого Станислава 2-й степени (1890)
- Орден Святой Анны 2-й степени (1895)
- Орден Святого Владимира 4-й степени (1898)
- Орден Святого Владимира 3-й степени (1901)
- Орден Святого Станислава 1-й степени (1905)
- Орден Святой Анны 1-й степени (1907)
- Орден Святого Владимира 2-й степени (1910)

Иностранные:
- Турецкий Орден Османие 3-й степени (1890)
- Сербский Орден Белого Орла 4-й степени (1891)
- Греческий Орден Спасителя, командорский крест (1893)
- Черногорский Орден Данило I 3-й степени (1894)
- Румынский Орден Короны Румынии, большой офицерский крест (1899)
- Французский Орден Почетного Легиона, офицерский крест (1899)

## Семья
Был женат на княжне Александре Александровне (урождённой Руссиевой), детей не имел.